# Lista dos 100 maiores arremessadores da MLB em strikeouts
No beisebol, um strikeout ocorre com o rebatedor recebe três strikes durante sua vez ao bastão. Strikeouts são associados com a dominância por parte do arremessador e o insucesso por parte do rebatedor.
Nolan Ryan tem o maior número de strikeouts na carreira dentro da Major League Baseball. Durante sua carreira de 27 anos (um recorde), ele eliminou por strike 5714 rebatedores.

## A Lista
| †       | Denota eleito para o National Baseball Hall of Fame. |
| Negrito | Denota jogador ativo.                                |
| ( )     | Strikeouts durante a temporada de 2017.              |

Um jogador é considerado "inativo" se não joga por um ano ou anunciou sua aposentadoria.

Estatísticas atualizadas até o final da temporada de 2016.
| Posição | Jogador             | K    |
| ------- | ------------------- | ---- |
| 1       | Nolan Ryan †        | 5714 |
| 2       | Randy Johnson †     | 4875 |
| 3       | Roger Clemens       | 4672 |
| 4       | Steve Carlton †     | 4136 |
| 5       | Bert Blyleven †     | 3701 |
| 6       | Tom Seaver †        | 3640 |
| 7       | Don Sutton †        | 3574 |
| 8       | Gaylord Perry †     | 3534 |
| 9       | Walter Johnson †    | 3508 |
| 10      | Greg Maddux †       | 3371 |
| 11      | Phil Niekro †       | 3342 |
| 12      | Ferguson Jenkins †  | 3192 |
| 13      | Pedro Martínez †    | 3154 |
| 14      | Bob Gibson †        | 3117 |
| 15      | Curt Schilling      | 3116 |
| 16      | John Smoltz †       | 3084 |
| 17      | Jim Bunning †       | 2855 |
| 18      | Mickey Lolich       | 2832 |
| 19      | Mike Mussina        | 2813 |
| 20      | Cy Young †          | 2803 |
| 21      | Frank Tanana        | 2773 |
| 22      | CC Sabathia         | 2726 |
| 23      | David Cone          | 2668 |
| 24      | Chuck Finley        | 2610 |
| 25      | Tom Glavine †       | 2607 |
| 26      | Warren Spahn †      | 2583 |
| 27      | Bob Feller †        | 2581 |
| 28      | Tim Keefe †         | 2564 |
| 29      | Jerry Koosman       | 2556 |
| 30      | Javier Vázquez      | 2536 |
| 31      | A. J. Burnett       | 2513 |
| 32      | Christy Mathewson † | 2507 |
| 33      | Don Drysdale †      | 2486 |
| 34      | Jack Morris         | 2478 |

| Posição | Jogador                      | K    |
| ------- | ---------------------------- | ---- |
| 35      | Mark Langston                | 2464 |
| 36      | Jim Kaat                     | 2461 |
| 37      | Sam McDowell                 | 2453 |
| 38      | Andy Pettitte                | 2448 |
| 39      | Jamie Moyer                  | 2441 |
| 40      | Luis Tiant                   | 2416 |
| 41      | Dennis Eckersley †           | 2401 |
| 42      | Kevin Brown                  | 2397 |
| 43      | Sandy Koufax †               | 2396 |
| 44      | Bartolo Colón                | 2365 |
| 45      | Charlie Hough                | 2362 |
| 46      | Robin Roberts †              | 2357 |
| 47      | Early Wynn †                 | 2334 |
| 48      | Rube Waddell †               | 2316 |
| 49      | Juan Marichal †              | 2303 |
| 50      | Dwight Gooden                | 2293 |
| 51      | Lefty Grove †                | 2266 |
| 52      | Félix Hernández              | 2264 |
| 53      | Eddie Plank †                | 2246 |
| 54      | Tommy John                   | 2245 |
| 55      | Jim Palmer †                 | 2212 |
| 56      | Jake Peavy                   | 2207 |
| 57      | David Wells                  | 2201 |
| 58      | Grover Cleveland Alexander † | 2198 |
| 59      | Justin Verlander             | 2197 |
| 60      | Vida Blue                    | 2175 |
| 61      | Camilo Pascual               | 2167 |
| 62      | Tim Wakefield                | 2156 |
| 63      | Dennis Martínez              | 2149 |
| 64      | John Lackey                  | 2145 |
| 65      | Cole Hamels                  | 2122 |
| 66      | Roy Halladay                 | 2117 |
| 67      | Kevin Millwood               | 2083 |
| 68      | Bobo Newsom                  | 2082 |

| Posição | Jogador             | K     |
| ------- | ------------------- | ----- |
| 69      | Tim Hudson          | 2080  |
| 70      | Ryan Dempster       | 2075  |
| 71      | Fernando Valenzuela | 2074  |
| 72      | Dazzy Vance †       | 2045  |
| 73      | Zack Greinke        | 2021  |
| 74      | Rick Reuschel       | 2015  |
| 75      | Orel Hershiser      | 2014  |
| 76      | Dan Haren           | 2013  |
| 77      | Catfish Hunter †    | 2012  |
| 78      | Andy Benes          | 2000  |
| 79      | Billy Pierce        | 1999  |
| 80      | Kevin Appier        | 1994  |
| 81      | Johan Santana       | 1988  |
| 82      | Red Ruffing †       | 1987  |
| 83      | John Clarkson †     | 1978  |
| 84      | James Shields       | 1977  |
| 85      | Liván Hernández     | 1976  |
| 86      | Al Leiter           | 1974  |
| 87      | Bob Welch           | 1969  |
| 88      | Kenny Rogers        | 1968  |
| 89      | Whitey Ford †       | 1956  |
| 90      | Bobby Witt          | 1955  |
| 91      | Amos Rusie †        | 1950  |
| 92      | Danny Darwin        | 1942  |
| 93      | Tom Gordon          | 1928  |
| 94      | Hideo Nomo          | 1918  |
|         | Clayton Kershaw     | 1918  |
| 96      | Jerry Reuss         | 1907  |
| 97      | Josh Beckett        | 1901  |
| 98      | Barry Zito          | 1885  |
| 99      | Max Scherzer        | 1881  |
| 100     | Kid Nichols †       | 18731 |

- ↑ Baseball Reference lista Kid Nichols com 1881 strikeouts e MLB.com o credita com 1873. O total é listado de acordo com o MLB.com.